# Tarō Hasegawa
Tarō Hasegawa (長谷川 太郎 Hasegawa Tarō?, nacido el 17 de agosto de 1979 en Tokio) es un exfutbolista japonés. Jugaba de delantero y su último club fue el Mohammedan SC Calcuta.

## Trayectoria

### Clubes
| Club                  | País  | Año         |
| --------------------- | ----- | ----------- |
| Kashiwa Reysol        | Japón | 1998 - 2001 |
| Albirex Niigata       | Japón | 2002        |
| Ventforet Kofu        | Japón | 2003 - 2007 |
| Tokushima Vortis      | Japón | 2007        |
| Yokohama FC           | Japón | 2008        |
| Giravanz Kitakyushu   | Japón | 2009 - 2010 |
| Urayasu SC            | Japón | 2011 - 2013 |
| Mohammedan SC Calcuta | India | 2014        |

## Palmarés

### Títulos nacionales
| Título         | Club           | País  | Año  |
| -------------- | -------------- | ----- | ---- |
| Copa J. League | Kashiwa Reysol | Japón | 1999 |